# Дайц Йосип Абрамович
Йо́сип Абра́мович Дайц (нар. 4 (16) серпня 1897, Генічеськ, тепер Херсонської області — 29 грудня 1954, Харків) — український графік.

## Життєпис
Навчався в художній школі у Вільнюсі (1912).
1929 року закінчив Харківський художній інститут. Навчався в Івана Падалки та Олексія Маренкова.
У 1929—1932 роках був членом Асоціації революційного мистецтва України.
Від 1938 року член Харківської організації Спілки художників України.
Від 1947 року професор Харківського художнього інституту. Серед учнів Анатолій Базилевич.
Учасник республіканських, всесоюзних і міжнародних виставок від 1927 року. Посмертна персональна виставка відбулася 1969 року в Харкові.

## Твори
- «Відпочинок» (1936).
- «Околиці Кисловодська» (1936).
- «Куточок парку» (1947).

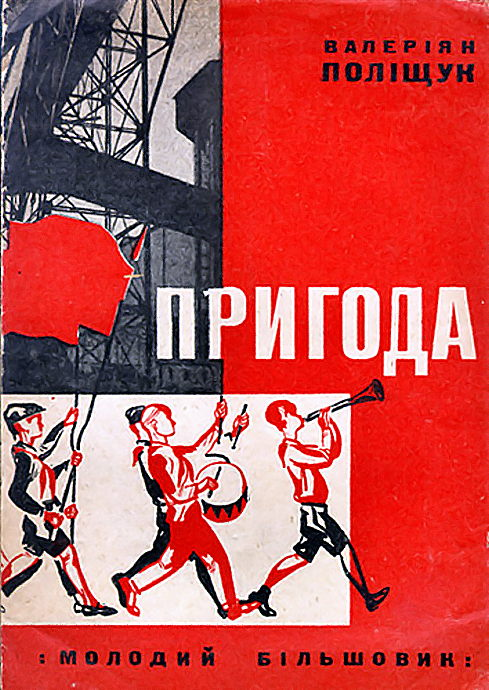
Валер'ян Поліщук. Пригода. Художник-оформлювач Йосип Дайц. 1931

- Серія «Від Москви до Харкова» (1943).
- Серія офортів «Відбудова» (1945—1947).
- Ілюстрації до творів:
  - Ярослава Гримайла та Володимира Кузьмича («Дніпробуд», 1932)
  - Олександра Копиленка («Народжується місто», 1934),
  - Натана Рибака («Командарм Фрунзе», 1937),
  - Володимира Владка «Аргонавти Всесвіту», 1938,
  - Петра Панча («Облога ночі», 1951),
  - Наталі Забіли (казка «Чарівна хустинка», 1946),
  - Ганса Крістіана Андерсена (казки, 1946),
  - Проспера Меріме («Жакерія», 1936),
  - Анрі Барбюса («Вогонь», 1936) та інших письменників.